# Hakuna Matata

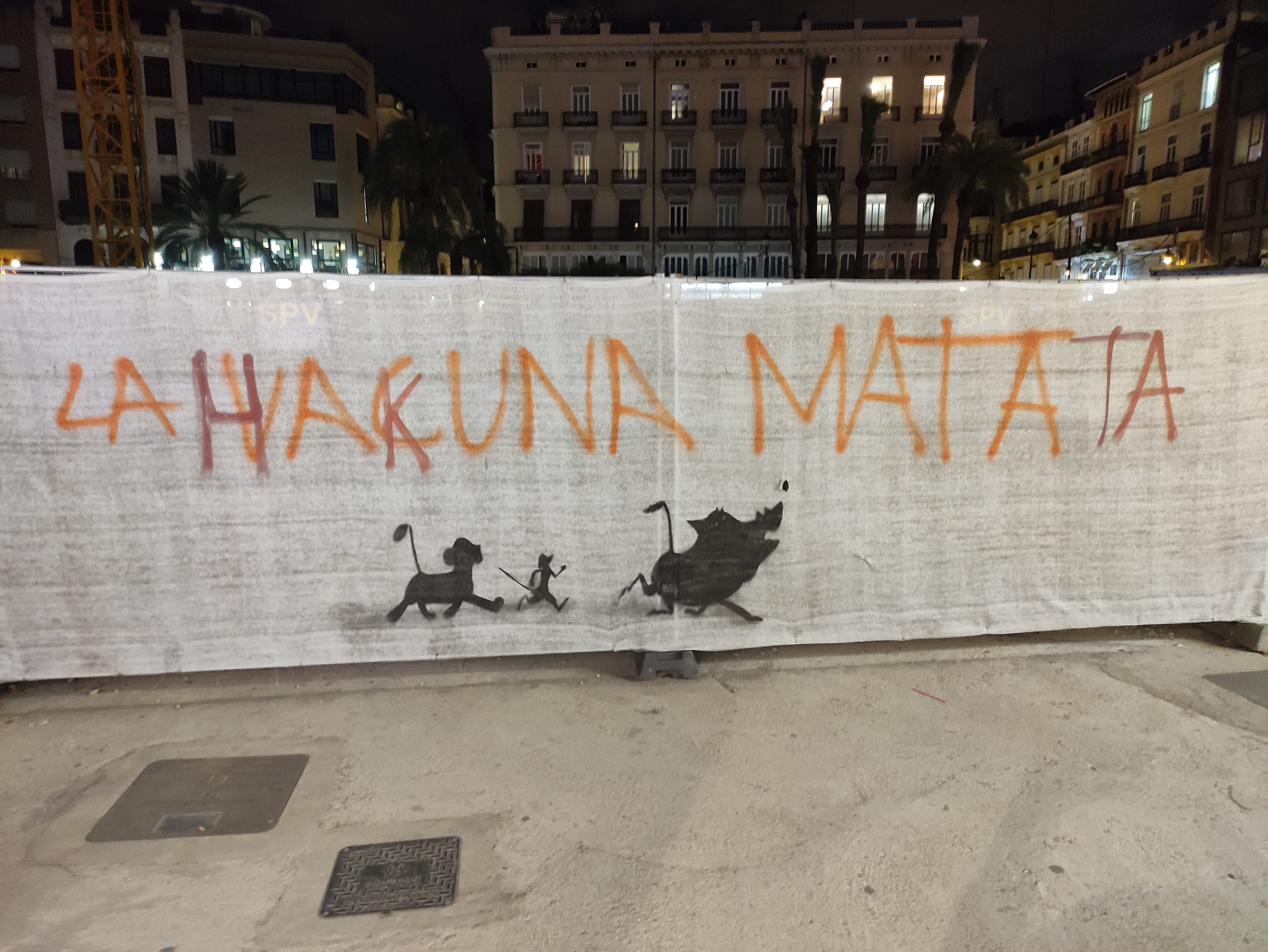
Grafite em Valência representando a expressão "Hakuna Matata"

Hakuna Matata é uma frase em suaíli que pode ser traduzido como "sem problemas" ou "sem preocupações" e "vá com calma". A expressão, extremamente conhecida e difundida nessa região, é usada com enorme frequência (com o sentido de "vida longa", ou "viva"), mesmo entre falantes de outras línguas que não o suaíle. Literalmente, "hakuna" significa "não há" e "matata" significa "preocupação" ou "problema".
Fora da África, a frase ganhou notoriedade graças ao filme O Rei Leão. Antes disso, era já conhecida por ser parte da canção queniana Jambo Bwana, popular entre os turistas que visitam o país.
Em 1994, a canção Hakuna Matata de Elton John (melodia) e Tim Rice (letra) concorreu ao Oscar de melhor canção. Foi ranqueada em 98º lugar pelo American Film Institute na seleção das 100 melhores músicas de filmes. Curiosamente, o Oscar daquele ano premiou outra canção do filme O Rei Leão: Can You Feel the Love Tonight. 
Na série Timão & Pumba, Hakuna Matata, significa esquecer todos os problemas.

## Acusação por apropriação cultural
No ano de 2018, o ativista Shelton Mpala, natural do Zimbábue, criou um abaixo-assinado. no site Change.org, acusando publicamente a Disney por apropriação cultural, ao registrar a frase "Hakuna Matata". Para Mpala, o problema não era o uso da frase, e sim o fato da Disney ter registrado a mesma como sua propriedade. A Disney solicitou os direitos da expressão "Hakuna Matata" em 1994 e conseguiu aprovação para os direitos autorais em 2003.